# ألاسكا (فلم)
ألاسكا (بالإنجليزية: Alaska) هو فيلم دراما إيطالي فرنسي تم إنتاجه في سنة 2015 وهو من إخراج كلوديو كوبيليني وبطولة إليو جيرمانو وأستريد بيرجيس فريسبي. وقد دخل هذا الفيلم بالمنافسة في مهرجان روما السينمائي.

## القصة
قصة الفيلم تتكلم عن ديسكو اسمه ألاسكا يعمل به رجل اسمه فاستو بعد أن عانى من حياة صعبة في السجن، يقع بعد ذلك بحب فتاة فرنسية اسمها نادين وألتي تعمل كعارضة أزياء ناجحة في ميلانو. بعد ذلك يكتشف فاستو خيانتها له بعد أن تقيم علاقة مع مدير أعمالها، فيشعر فاستو بالغضب فيبدأ بعلاقة مع إمراة غنية اسمها فرانشيسكا ثم يترك فاستو العمل في الديسكو ليعمل في الفندق. شريك فاستو ساندرو يخسر أمواله ويفلس بعد أن خسارة الشراكة مع فاستو فيشعر ساندرو بالغضب وثم يحاول قتل نفسه. بعد ذلك يبدأ فاستو بمحاولة إعادة علاقته مع نادين لكنها تكتشف بأنه تزوج من فرانشيسكا فتقوم بقتله لتقضي بقية حياتها في السجن.

## البطولة
- إيليو جيرمانو بدور فوستو
- أستريد بيرجيس فريسبي بدور نادين
- فاليريو بيناسكو بدور ساندرو
- إيلينا رادونيتشي بدور فرانشيسكا
- رشدي زيم بدور بينوا

## وصلات خارجية
- مقالات تستعمل روابط فنية بلا صلة مع ويكي بيانات
- ألاسكا على قاعدة بيانات الأفلام على الإنترنت